# Pożarowa (zajezdnia autobusowa)
Pożarowa – zajezdnia autobusowa należąca do Miejskich Zakładów Autobusowych w Warszawie, znajdująca się w stolicy przy ul. Staniewickiej w dzielnicy Targówek. Działała w latach 1972–1995. Jej oznaczenie w strukturze Miejskich Zakładów Autobusowych to „R-8”.

## Opis
Uruchomiona w 1972 roku zajezdnia była drugą po zajezdni Ostrobramska bazą autobusową działającą na praskim brzegu Wisły. Do jej głównych zadań należała obsługa linii autobusowych na terenie dzielnicy Praga-Północ. 
W 1976 roku na Pożarową dostarczono pierwsze w Warszawie autobusy typu Jelcz PR110U. Przez kilka następnych lat stanowiły one podstawowy typ taboru tej zajezdni. Ostatnie egzemplarze wycofano z eksploatacji w 1987 roku. Od tej pory, do chwili likwidacji zajezdni, używano jedynie autobusów marki Ikarus.
Zajezdnia na Pożarowej została zlikwidowana w ramach planu ograniczania kosztów w 1995 roku wraz z zajezdnią Piaseczno. Jej teren został sprzedany spółce Zasada Group. Cały pozostający tabor przeniesiono do zajezdni Stalowa. 
Tabor
Na liniach obsługiwanych przez Zakład „Pożarowa” eksploatowano autobusy:
- Jelcz 272 MEX - bez określonego zakresu numerów taborowych
- Jelcz AP021 - bez określonego zakresu numerów taborowych
- Jelcz PR110U - zakres numerów taborowych: 4000-4399
- Ikarus 280 - zakresy numerów taborowych: 2385-2500, 3301-3310, 5180, 5181, 5280-5283
- Ikarus 260.04 - zakres numerów taborowych: 1001-1125